# 1136
| 1136               |
| ------------------ |
| Dødsfald - Fødsler |
|                    |

| Gregoriansk kalender | 1136 MCXXXVI            |
| Ab urbe condita      | 1889                    |
| Armensk kalender     | 585 ԹՎ ՇՁԵ              |
| Kinesiske kalender   | 3832 – 3833 乙卯 – 丙辰 |
| Etiopisk kalender    | 1128 – 1129             |
| Jødisk kalender      | 4896 – 4897             |
| Hindukalendere       |                         |
| - Vikram Samvat      | 1191 – 1192             |
| - Shaka Samvat       | 1058 – 1059             |
| - Kali Yuga          | 4237 – 4238             |
| Iransk kalender      | 514 – 515               |
| Islamisk kalender    | 530 – 531               |

Konge i Danmark: Erik 2. Emune 1134-1137
Se også 1136 (tal)

## Begivenheder
- Peter Abelard skrev sin selvbiografi Historia Calamitatum, hvor han bl.a. beskriver sit forhold til Héloïse.